# Миссия невыполнима 2
«Миссия невыполнима 2» (англ. Mission: Impossible 2) — шпионский боевик 2000 года режиссёра Джона Ву, продолжение фильма «Миссия невыполнима» (1996) и вторая по счёту часть франшизы «Миссия невыполнима». Исполнителем главной роли, а также одним из продюсеров картины является Том Круз, сыгравший специального агента Итана Ханта. В фильме также снялись Дугрей Скотт, Тэнди Ньютон и Винг Рэймс.
Премьера фильма состоялась 24 мая 2000 года в США и Канаде. На российские экраны картина вышла 7 июля 2000 года. За первый уикенд проката в США фильм собрал почти $58 млн, а общемировые сборы составили $546,4 млн, тем самым сделав его самым кассовым фильмом 2000 года. В 2001 году на церемонии награждения премии канала «MTV» фильм выиграл в номинации «Лучшая экшн-сцена», а Том Круз получил награду в категории «Лучшая мужская роль». Также картина была номинантом на премию «Золотая малина» как «Худший ремейк/сиквел».

## Сюжет
1999 год. Русский учёный Владимир Нехорвич (Раде Шербеджия), работавший на австралийскую компанию Biocyte Pharmaceuticals, разработал новый препарат, исцеляющий от гриппа. В ходе тестирования для лабораторных целей был создан новый вирус гриппа, на котором проверяли лекарство. Он оказался опасным биологическим оружием, которое Нехорвич назвал «химера». Антивирус получил название «беллерофонт». Коррумпированный шеф Biocyte Pharmaceuticals Джон МакКлой (Брендан Глисон) вступил в преступный сговор с бывшим сотрудником IMF (Impossible Missions Force) Шоном Амброузом (Дюгрей Скотт) с целью продать «химеру». Нехорвич, понимая, что вирус может попасть в очень опасные руки, попытался передать препарат правительству США. Амброуз при помощи маски принял облик Итана Ханта, которого под именем «Дмитрий» знал и которому доверял Нехорвич, и перехватил учёного во время его путешествия в Атланту.
Нехорвич и его помощник убиты бандой Амброуза. Бывший агент IMF изменил целям организации и теперь собирается шантажировать всё человечество опасностью организовать пандемию. Амброуз планирует выкупить контрольный пакет Biocyte Pharmaceuticals и нажиться на росте цен акций. Заражённый вирусом погибает после 20-часового инкубационного периода, а противоядие есть только у Амброуза, причём если противоядие не ввести до истечения 20-часов, то разрушительные функции вируса не остановит даже антивирус. Итан Хант (Том Круз) должен остановить предателя. По заданию руководства он привлекает к работе Найю Нордофф-Холл, профессиональную воровку драгоценностей. Между Найей (Тэнди Ньютон) и Итаном возникает романтическая связь. Однако поступившие инструкции ставят Итана перед нелёгким выбором: когда-то Амброуз был влюблен в Найю, но она сама закончила их отношения, которые сейчас должна восстановить, проникнуть в его логово и выяснить подробности его плана. Для этой цели IMF организовывает арест Найи якобы при неудачном покушении на кражу, Амброуз получает информацию об этом, вносит залог за девушку и организует её приезд в Сидней, где скрывается на роскошной вилле. Найя притворяется, что хочет возобновить их отношения из благодарности за освобождение. Правая рука Аброуза, Хью Стамп (Ричард Роксбург), подозревает, что Найя шпионка. На его опасения Амброуз отвечает уверенностью, что, даже если это и так, он сумеет держать ситуацию под контролем. Однако, когда он выясняет, что Найя не только связана с IMF, но ещё и состоит в любовной связи с Хантом, это причиняет ему настоящую боль и он клянется отомстить.
Нехорвич перевозил вирус в своей крови и отдельно он вёз препарат «беллерофонт». Поскольку русский учёный погиб в авиакатастрофе, у Амброуза есть один антивирус, «химеру» он может получить только в лаборатории в штаб-квартире Biocyte Pharmaceuticals в Сиднее. Аналогичные планы теперь и у Ханта за той лишь разницей, что Итан намерен уничтожить вирус. Именно там врагам предстоит встретиться. Внутри лаборатории выясняется, что Амброуз был готов к появлению Ханта. Итан успел уничтожить почти все образцы «химеры», но последний образец он уничтожить не может, т.к. на линию огня Амброуз выталкивает Найю, которая должна взять шприц с «химерой», лежащий на полу. Всем ясно, что, как только Найя принесет последний образец Амброузу, он её убьёт. Однако девушка ломает игру, неожиданно делая себе инъекцию находящимся у неё в руках шприцем: теперь она является последним носителем вируса и Амброуз не может расправиться с ней немедленно.
У Итана Ханта есть всего 20 часов, чтобы спасти Найю и расправиться с Амброузом. Отряду удаётся отследить место встречи МакКлоя и Амброуза. Преступники угрожают тем, что выпустят заражённую вирусом девушку в центре большого города. В последний момент Итан срывает сделку. Тем временем Найю, попытавшуюся броситься со скалы и тем самым предотвратить эпидемию, спасают коллеги Ханта, вводя ей антивирус. Сам Хант в финальном поединке убивает Амброуза.
После завершения миссии Итан уходит в отпуск, который намерен провести с Найей. Она в награду получает очищенную от криминальных записей биографию.

## В ролях
| Актёр           | Роль                                              |
| --------------- | ------------------------------------------------- |
| Том Круз        | спецагент Итан Хант                               |
| Дугрей Скотт    | агент-дезертир Шон Амброуз                        |
| Тэнди Ньютон    | воровка Найя Нордофф-Холл                         |
| Винг Рэймс      | лучший друг и напарник Итана Лютер Стикелл        |
| Джон Полсон     | пилот вертолета Билли Бэйрд                       |
| Ричард Роксбург | правая рука Амброуза Хью Стамп                    |
| Брендан Глисон  | президент Biocyte Pharmaceuticals Джон К. МакКлой |
| Раде Шербеджия  | доктор Владимир Нехорвич                          |
| Уильям Мэйпотер | сисадмин Амброуза Уоллес                          |
| Доминик Пёрселл | приспешник Амброуза Ульрих                        |
| Кристиан Манон  | доктор Градский                                   |
| Энтони Хопкинс  | глава ОМН Суонбэк (не упомянут в титрах)          |

## Восприятие
Картина вышла в прокат как раз перед Олимпийскими играми и неспроста её действие перенесено в Сидней. Фильм хорошо прошёл в прокате, собрав в мире около 546 миллионов долларов, и став самым кассовым фильмом 2000 года, но получил неоднозначную оценку критиков.
Прежде всего высокую оценку получили специальные эффекты и захватывающий сюжет. Роджер Эберт в своей рецензии написал, что Джеймс Бонд должен выглядеть и вести себя как Итан Хант: владеть в совершенстве электронными гаджетами и быть в прекрасной физической форме. Фильм задал и продолжил традицию для боевиков 2000-х годов: меньше смысла и больше чистого действия. Специалисты особо отметили сцену в начале картины, где Том Круз демонстрирует свои навыки в скалолазании, как образец зрелищности. Самоуничтожающаяся инструкция для агента, так же как и любовь к технологическим новинкам, позаимствована из телевизионного сериала, ставшего основой для франшизы. В картине 2000 года эта тема успешно продолжена и развита.
Как написал критик SF Gate Ник Лассаль, «Миссия невыполнима 2» — тот случай, когда сумма оказывается меньше, чем её слагаемые. Точность и логическое изящество классических триллеров заменены отныне модным бессмысленным действием и агрессией. В качестве недостатков отметили слабую осмысленность поступков героев. Ими движет чистый адреналин, без какого либо внятного объяснения. Психология — не самая сильная сторона Джона Ву и романтическая линия в картине не возбуждает зрителей. Ему более интересна внешняя привлекательность актёров, чем их внутренний мир.
Сюжет не несёт ничего нового и почерпнут из многих шпионских фильмов и боевиков. Джеймс Берардинелли вообще назвал картину копией «И целого мира мало» с точностью до имени главного героя и второстепенных деталей сценария. Поворот с тем, чтобы «одолжить» свою девушку злодею, в значительной степени, позаимствован из «Дурной славы». У Хичкока герой теряет уважение к любимой после этого. Современные герои даже не задумываются о подобных проблемах.
Переход от первого фильма к сиквелу произошёл не совсем гладко. Если в запутанном сюжете предыдущего фильма режиссура Брайана Де Пальмы больше нагнетала атмосферу параноидального страха, то Джона Ву больше привлекает страсть, предательство и хореография в постановке схваток. Картина становится чистым развлечением без особого смысла в диалогах героев и здесь легко угадывается фирменный стиль Джона Ву. Финальные сцены демонстрируют весь его излюбленный арсенал: голуби, мотоциклы и хореографические поединки в стиле Чоу Юньфата, которые более уместно смотрелись бы на фоне Гонконга.
Практически весь актерский состав сменился с предыдущей картины, кроме главного героя остался только Винг Реймс на позиции компьютерного эксперта Лютера Стикела. Дугрей Скотт, сыгравший в этом фильме Шона Амброуза, был претендентом на роль Росомахи в фантастическом боевике «Люди Икс», но он предпочел съёмки в этой картине. Актёрская игра также не получила высокой оценки. Том Круз, главным образом, любуется своим неотразимым внешним видом. Неубедительный сценарий и тексты диалогов не добавляют героям жизни. Тем не менее, Круз демонстрирует широту исполнительских возможностей, исполнив за год три столь разных роли: Билла Харфорда («С широко закрытыми глазами»), Фрэнка Мэки («Магнолия») и Итана Ханта.
Вторая часть в франшизе Mission Impossible часто считается самой слабой во всей серии. Тем не менее, кассовый успех способствовал дальнейшему развитию темы в продолжениях.

## Награды
- 2001 — премия ASCAP
  - лучшие кассовые сборы (top box office film)
- 2001 —премия MTV Movie Awards
  - лучшая экшн сцена (погоня на мотоциклах), лучший актёр (Том Круз)
- 2001 — номинация на премию Empire Awards
  - лучшая британская актриса (Тэнди Ньютон)
- 2001 — номинация на премию Kids’ Choice Awards
  - лучший актёр (Том Круз)
- 2001 — номинация на премию «Золотая малина»
  - худшая женская роль второго плана (Тэнди Ньютон), худший ремейк/сиквел
- 2001 — номинация на премию Teen Choice Awards
  - лучший актёр (Том Круз), лучшая сцена
- 2001 — номинация на премию «Спутник»
  - лучший монтаж, лучшая работа оператора, лучший звук, лучшие специальные эффекты[13].